# 開城王氏
開城王氏，是朝鮮民族中一個以昔日高麗首都開城為本貫的氏族，根據2015年的調査有22,452人。

## 概要
開城王氏本是世居當地的豪族，王建開國後成為王族，麗末李成桂威化島回軍建立朝鮮後對王氏一族進行逼害，因此他們改姓田、全、金、玉等姓，至朝鮮正祖時有部分人復姓王氏。
他們的集姓村分布於京畿道利川郡栗面五城里、京畿道開豐郡、京畿道漣川郡嵋山面峨嵋里、京畿道始興市、慶尚南道宜寧郡、忠清北道清原郡江内面。